# Did You Hear the Rain?
Did You Hear the Rain? è il primo singolo di George Ezra, dal primo album di debutto del 2014 Wanted on Voyage il 4 novembre 2013.

## Video musicale
Il video musicale del brano è stato pubblicato dal 7 novembre 2013.

## Tracce
- Download digitale - EP

1. Budapest – 3:23
2. Did You Hear the Rain? – 2:58
3. Benjamin Twine – 2:54
4. Angry Hill – 4:11